# Arnehubel
Arnehubel är en kulle i Schweiz. Den ligger i distriktet Luzern-Land och kantonen Luzern, i den centrala delen av landet, 50 km öster om huvudstaden Bern. Toppen på Arnehubel är 957 meter över havet.